# Karma (łuczniczka)
Karma (ur. 6 czerwca 1990) – bhutańska łuczniczka pochodząca z miejscowości Trashiyangtse. Wzięła udział w Światowych Mistrzostwach Łucznictwa drużynowo w 2013 roku i indywidualnie w 2015 roku w Kopenhadze w Danii oraz reprezentowała Bhutan na Letnich Igrzyskach Olimpijskich w Rio de Janeiro.